# Plein Gaz
Pour les articles homonymes, voir Plein gaz (homonymie).
Pour plus de détails, voir Fiche technique et Distribution.
Plein Gaz ou L'incroyable histoire de Patrick Smash au Québec (Thunderpants), est un film britannico-allemand réalisé par Peter Hewitt, sorti en 2002. Le film raconte l'histoire de Patrick, un jeune garçon dont la capacité incroyable à « péter » l'aide à réaliser son rêve : devenir un astronaute. Le réalisateur avait déjà réalisé deux films pour enfants avant celui-là : Les Aventures de Bill et Ted (1991) et Le Petit Monde des Borrowers (1997). Le script a été écrit par Phil Hughes, basé sur une histoire de Peter Hewitt.

## Histoire
Né avec deux estomacs, Patrick Smash (Bruce Cook) a d'incontrôlables et ravageuses flatulences. Pas plus de trente secondes après sa naissance, il a lâché les gaz, horrifiant ses parents (Bronagh Gallagher et Victor McGuire) et le docteur (Robert Hardy). Plus il grandissait, plus ses flatulences devenaient destructrices, au point que son père a dû fuir leur maison, étant trop souvent victime des puissantes flatulences de son fils. Une force si puissante qu'il peut repousser les gens et ouvrir les rideaux d'un simple relâchement. Le malheureux Patrick est alors victime de harcèlement scolaire. Bien que physiquement faible, Patrick trouve sa force en pétant sur le visage de la brute de l'école Damon (Joshua Herdman), laissant le tyran marqué à vie. Patrick a un seul ami : Alan A. Allen (Rupert Grint), qui n'a pas d'odorat et donc une résistance aux odeurs de Patrick. Alan et Patrick font équipe, utilisant l'intelligence d'Alan et le rêve de Patrick de devenir astronaute, pour créer un «Turbo-Pantalon», une combinaison spatiale assez forte pour contenir les émissions gazeuses de Patrick. Patrick finit par apprendre qu'Alan est allé en Amérique afin d'aider un groupe d'astronautes coincés dans l'espace, et il se rend compte que son état peut être utile aux astronautes en péril.

## Fiche technique
- Titre français : Plein Gaz
- Titre original : Thunderpants
- Réalisation : Peter Hewitt
- Scénario : Peter Hewitt et Phil Hughes
- Photo : Andy Collins
- Musique : Rupert Gregson-Williams
- Producteurs : Damian Jones et Graham Broadbent
- Distribution :  Royaume-Uni : Pathé -  États-Unis : The Weinstein Company
- Pays d’origine : Royaume-Uni - Allemagne
- Langue : anglais
- Durée : 87 minutes
- Genre : comédie
- Date de sortie : 2002

## Distribution
- Bruce Cook : Patrick Smash
- Rupert Grint : Alan A. Allen
- Simon Callow : Sir John Osgood
- Adam Godley : Placido P. Placeedo
- Stephen Fry : Sir Anthony Silk
- Celia Imrie : Miss Rapier
- Paul Giamatti : Johnson J. Johnson
- Ned Beatty : Gen. Ed Sheppard
- Bronagh Gallagher : Mrs. Smash
- Victor McGuire : Mr. Smash
- Anna Popplewell : Denise Smash
- Josh Herdman : Damon
- Leslie Phillips : le juge
- Robert Hardy : le docteur
- Colin Stinton : Foster
- Keira Knightley : une étudiante de l'école de musique (non créditée, mais apparaît dans les remerciements spéciaux)

## Autour du film
- Rupert Grint, Stephen Fry, Robert Hardy et Joshua Herdman, qui sont vedettes dans ce film, sont tous impliqués dans la franchise Harry Potter. Rupert Grint incarne l'ami de Harry Potter dans les films du même nom, tandis que Fry est la voix du narrateur des livres audio de Harry Potter au Royaume-Uni. Hardy, quant à lui, incarne Cornelius Fudge et Joshua incarne Gregory Goyle, toujours dans la même franchise.